# Diognetosbrevet
Diognetosbrevet, Brevet till Diognetos, är en anonym tidig kristen skrift avfattad på grekiska, sannolikt från andra hälften av 100-talet.
Diognetosbrevet är en apologi för kristendomen i form av en skrivelse till en person av hög rang. Det tillhör de apostoliska fäderna.

## Nyckelbudskap
- "Vad själen är för kroppen, det är de kristna i världen. Själen är spridd i alla kroppens lemmar och de kristna i alla världens städer. Själen bor ju i kroppen men är inte av kroppen; de kristna bor också i världen men är inte av världen."